# Putney Vale
Putney Vale est un quartier de la banlieue sud de Londres localisé dans le borough de Wandsworth.
S'y trouve notamment un cimetière, le Putney Vale Cemetery (Stag Lane, Putney - SW15 3DZ), où reposent quelques défunts célèbres, dont Howard Carter (un des découvreurs de la tombe de Toutankhamon).